# کارلو رجوزونی

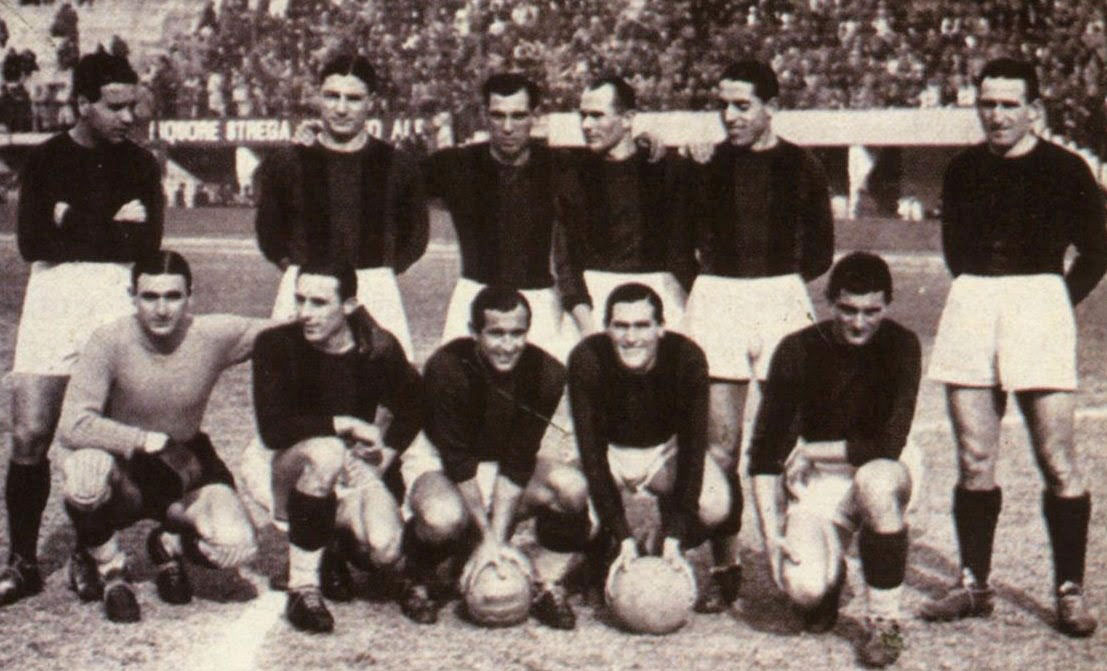
تیم فوتبال بولونیا در فصل ۱۹۳۸/۳۹

کارلو رجوزونی (به ایتالیایی: Carlo Reguzzoni) بازیکن فوتبال و اهل ایتالیا است که از سال ۱۹۴۰ میلادی عضو تیم ملی فوتبال ایتالیا بوده و در ۱ بازی ملی حضور داشته‌است. او در بازی‌های ملی‌اش گلی به ثمر نرساند.
کارلو رجوزونی آخرین بازی ملی خود را در سال ۱۹۴۰ میلادی انجام داد.